# Matt Taormina
Matthew Angelo "Matt" Taormina, född 20 oktober 1986 i Warren, Michigan, är en amerikansk professionell ishockeyspelare som spelar för det amerikanska ishockeylaget Tampa Bay Lightning i NHL.

## Statistik
| 2004–05      | Texarkana Bandits   | NAHL         | 52 | 14 | 30 | 44 | 44 | — | — | — | — | — |
| 2005–06      | Providence College  | HE           | 36 | 1  | 10 | 11 | 16 | — | — | — | — | — |
| 2006–07      | Providence College  | HE           | 35 | 5  | 2  | 7  | 6  | — | — | — | — | — |
| 2007-08      | Providence College  | HE           | 39 | 9  | 18 | 27 | 12 | — | — | — | — | — |
| 2008–09      | Providence College  | HE           | 34 | 5  | 15 | 20 | 16 | — | — | — | — | — |
| 2008–09      | Binghamton Senators | AHL          | 11 | 2  | 3  | 5  | 4  | — | — | — | — | — |
| 2009–10      | Lowell Devils       | AHL          | 75 | 10 | 40 | 50 | 45 | 5 | 1 | 3 | 4 | 4 |
| Totalt (NHL) | Totalt (NHL)        | Totalt (NHL) | —  | —  | —  | —  | —  | — | — | — | — | — |